# Partido Democrata Liberal (Roménia)
O Partido Democrata Liberal (em romeno:  Partidul Democrat-Liberal, PDL) foi um partido político liberal-conservador da Roménia. 
Fundado em 2007 através da fusão do Partido Democrático (PD) com o Partido Liberal Democrático (PLD). 
A maior figura ligada a este partido foi Traian Băsescu, presidente da Roménia entre 2004 e 2014.
Em 2014, o partido dissolveu-se após fundir-se no Partido Nacional Liberal.